# Chi Huyết dụ
Chi Huyết dụ (danh pháp khoa học: Cordyline) là một chi khoảng 15 loài thực vật một lá mầm thân gỗ, được phân loại trong họ Asparagaceae (họ Măng tây) trong hệ thống APG III hoặc trong họ được tách ra theo tùy chọn là họ Laxmanniaceae theo như phân loại của hệ thống APG và hệ thống APG II, nhưng được các tác giả khác đặt trong họ Agavaceae hay họ Lomandraceae. Chi này có nguồn gốc ở khu vực miền tây Thái Bình Dương, từ New Zealand, miền đông Úc, đông nam châu Á, Polynesia và Hawaii.

## Một số loài
Thời điểm tháng 10 năm 2018, World Checklist of Selected Plant Families công nhận 24 loài và 2 loài lai ghép:
- Cordyline angustissima K.Schum., 1905 – New Guinea
- Cordyline australis (G.Forst.) Endl., 1833 – New Zealand
- Cordyline banksii Hook.f., 1860 – New Zealand
- Cordyline cannifolia R.Br., 1810 – Australia
- Cordyline casanovae Linden ex André, 1874 – Vanuatu
- Cordyline congesta (Sweet) Steud., 1840 (đồng nghĩa C. dracaenoides Kunth) – Australia
- Cordyline forbesii Rendle, 1923 – Papua New Guinea
- Cordyline fruticosa (L.) A.Chev., 1919 (đồng nghĩa Cordyline terminalis): Huyết dụ đỏ – Papuasia tới tây Thái Bình Dương
- Cordyline indivisa (G.Forst.) Endl., 1836 – New Zealand
- Cordyline lateralis Lauterb., 1913 – New Guinea
- Cordyline ledermannii K.Krause, 1925 – New Guinea
- Cordyline manners-suttoniae F.Muell., 1866 – Australia
- Cordyline mauritiana (Lam.) J.F.Macbr., 1918 – Mascarenes
- Cordyline minutiflora Ridl., 1916 – New Guinea
- Cordyline murchisoniae F.Muell., 1866 (đồng nghĩa C. haageana  K.Koch) – Australia
- Cordyline neocaledonica (Baker) B.D.Jacks., 1893 – New Caledonia
- Cordyline obtecta (Graham) Baker, 1875 – Đảo Norfolkd, bắc đảo Bắc của New Zealand
- Cordyline petiolaris (Domin) Pedley, 1986 – Australia
- Cordyline pumilio Hook.f., 1860 – Đảo Bắc, New Zealand
- Cordyline racemosa Ridl., 1916 – New Guinea
- Cordyline rubra Otto & A.Dietr., 1848 – Australia
- Cordyline schlechteri Lauterb., 1913 – New Guinea
- Cordyline sellowiana Kunth, 1850 – Bolivia tới Brasil và bắc Argentina
- Cordyline stricta (Sims) Endl., 1836 – Australia
- Cordyline × gibbingsiae Carse, 1929 = C. banksii × C. pumilio - New Zealand.
- Cordyline × matthewsii Carse, 1927 = C. australis × C. pumilio - New Zealand.

### Trồng và sử dụng
Các loài trong chi này thường được trồng làm cảnh, riêng loài C. australis còn có tác dụng trong nấu ăn và công dụng khác. Cây huyết dụ còn có tác dụng làm thuốc trong y học cổ truyền.